# Joseph-Balthazard Siméon
Joseph-Balthazard, comte Siméon, né le 6 janvier 1781 à Aix-en-Provence et mort le 11 septembre 1846 à Dieppe), est un diplomate, administrateur et homme politique français.

## Biographie
Fils du comte Joseph Jérôme Siméon, il effectue ses études à l'école des diplomates du comte Alexandre d'Hauterive, où il est admis en janvier 1800 comme élève aspirant aux côtés de Joseph Marie Portalis et Antoine-Marie Roederer.  
Il entre aux Affaires étrangères en 1800 et est attaché à Joseph Bonaparte au traité de Lunéville. Secrétaire de légation à Florence en 1801, puis premier secrétaire d'ambassade à Rome, il est nommé chargé d'affaires à la cour de Stuttgart. À partir de 1807, il représente le roi de Westphalie à Berlin, à Darmstadt, à Francfort et à Dresde.
Rallié à la Restauration, il occupe plusieurs postes administratifs sous Louis XVIII. Il est successivement nommé préfet du Var en 1815, du Doubs en 1818, puis du Pas-de-Calais de 1818 à 1824, et est nommé maître des requêtes au Conseil d'État en 1821.
Le 13 janvier 1828, il est nommé directeur général des beaux-arts. Il passe conseiller d'État l'année suivante. Louis-Philippe l'élève à la dignité de pair de France le 11 septembre 1835.
Collectionneur d'art, peintre et graveur, il était membre de la Société des antiquaires de France et membre libre de l'Académie des beaux-arts (élu en 1828). 
Il meurt le 11 septembre 1846 à Dieppe et est enterré au cimetière du Père-Lachaise (30e division). Marié à Antoinette Préveraud de Pombreton, il est le père de Henri Siméon et le beau-père du baron Laurent Nivière.

## Publications
- Notice sur les usages et le langage des habitants du Haut-Pont, faubourg de Saint-Omer (1821)
- Institut royal de France. Notice historique sur M. le Comte de Forbin, lue à l'Académie      des beaux-arts, le 27 mars 1841 (1841)[6]
- Discours prononcé par M. le vicomte Siméon, à l'occasion du décès de M. le baron de Morogues, Chambre des Pairs, séance du 18 mai 1841 (1841)